# Alchemilla strictissima
Alchemilla strictissima é uma espécie de rosácea do gênero Alchemilla, pertencente à família Rosaceae.